# Багамско-кубинский ураган (1933)
Ураган 1933 года между Кубой и Багамскими островами был последним из шести крупных ураганов, или, по крайней мере, 3-й категории по шкале ураганного ветра Саффира-Симпсона, в активный сезон атлантических ураганов 1933 года. Он сформировался 1 октября в Карибском море как семнадцатый тропический шторм и сначала медленно перемещался на север. Проходя к западу от Ямайки, шторм повредил банановые плантации и унёс жизнь одного человека. 3 октября шторм превратился в ураган и на следующий день пересек западную часть Кубы. Заблаговременное предупреждение в стране предотвратило какие-либо жертвы, связанные со штормом, хотя четыре человека, подозреваемые в мародерстве, были застрелены во время комендантского часа в Гаване. Немецкий писатель-путешественник Рихард Кац, находясь в Гаване, стал свидетелем урагана и описал свои впечатления в книге «Путешествие вокруг света» («Ein Bummel um Die Welt»).
Войдя во Флоридский пролив, ураган повернул на северо-восток, вызвав тропические штормовые ветры вдоль побережья Флорида-Кис. Обильные осадки вызвали наводнения, а три торнадо, вызванные штормом, повредили дома в районе Майами. Ураган достиг максимальной скорости ветра в 125 миль в час (201 км/ч) 6 октября, когда проходил через Багамские острова. Впоследствии, 8 октября, он ослаб и перешел во внетропическую зону. Предыдущий ураган обрушился на побережье Новой Шотландии с сильными ветрами и дождями, причинив ущерб на сумму около 1 миллиона долларов (1933 канадских долларов). В результате шторма в регионе затонуло несколько судов и погибло девять человек. Остатки урагана в конце концов рассеялись 9 октября к югу от Ньюфаундленда.

## Метеорологическая история
К концу сентября 1933 года в южной части Карибского моря образовалась обширная зона неспокойной погоды. К 30 сентября к югу от острова Сан-Андрес образовалась область низкого давления. На следующий день наблюдения со станции на Кабо-Грасьяс-а-Дьос и с корабля показали, что у восточного побережья Гондураса начался тропический шторм. Низкое атмосферное давление указывало на то, что в системе были ветры тропической силы, несмотря на отсутствие прямых наблюдений. Двигаясь на север, шторм набирал размеры и постепенно усиливался. Основываясь на наблюдениях и интерполяции данных, предполагается, что шторм превратился в ураган рано утром 3 октября, когда он проходил к западу от Ямайки. В тот день станция в Саут-Негрил-Пойнт сообщила о силе 8 баллов по шкале Бофорта, значительно восточнее центра.Приближаясь к южному побережью Кубы, ураган достиг предполагаемой скорости ветра 105 миль в час (169 км/ч). В 09:00 по Гринвичу 4 октября ураган обрушился на полуостров Сапата на Кубе, за которым последовал второй удар по материковой части Кубы тремя часами позже. Начиная с 16:00 по Гринвичу в тот день в столице Гаване наблюдалось прохождение глаза, где, как сообщалось, давление составляло 976 мбар (28,8 дюйма ртутного столба).
Ураган немного ослабел над сушей, прежде чем выйти к Флоридскому проливу и вновь усилиться. 5 октября он повернул на северо-восток, оставаясь к юго-востоку от материковой части Флориды, хотя самые сильные ветры по-прежнему дули над водой. Рано утром 6 октября, когда ураган проходил через Багамы, судно сообщило о давлении в 958 мбар (28,3 ртутного столба), хотя было неизвестно, находилось ли оно в центре или на периферии шторма. Исходя из полученных данных, максимальная скорость устойчивого ветра оценивалась в 125 миль в час (201 км/ч), хотя судно оценивало скорость ветра в 150 миль в час (240 км/ч). Ураган сохранял максимальную силу ветра в течение примерно 18 часов, после чего ослаб, но при этом ускорился к северо-востоку. Пройдя 7 октября к западу от Бермудских островов, на следующий день ураган перешел во внетропическую зону, сохраняя при этом ураганную силу ветра. Шторм пронёсся над побережьем Новой Шотландии до того, как его в последний раз заметили, приближаясь к другому внетропическому шторму 9 октября к югу от Атлантической Канады.